# Дом Беньяминов (Рига)
Дом Беньяминов в Риге (латыш. Benjamiņu nams) — роскошный особняк в центре города (улица Кришьяня Барона, 12), построенный в эклектичном стиле для семьи богатых рижских торговцев Пфабов, который впоследствии был выкуплен семьёй медиа-магнатов Беньяминов.

## Строительство. Архитекторы. Первые владельцы
В 1876 году на территории, освободившейся после сноса крепостных сооружений и реализации плана по реконструкции центральной части города, был построен богатый частный дом для торговца Николая Элерта Пфаба. Авторами особняка являются два архитектора из Берлина: Вильгельм Бекман и Герхард Энде (1829—1907), которые прибыли из Германии в Лифляндию для строительства здания по заказу Пфабов.

## Скульптурное обрамление. Август Фольц
В обрамлении особняка были использованы элементы флорентийского орнамента. Была обустроена терраса, а во внутреннем дворе был разбит сад. Здание такого типа — частный городской особняк в центре города — было первым в истории Риги. Балюстраду балкона украшают два льва со щитами в лапах — символ аристократического, благородного происхождения. Скульптуры двух девушек располагаются над парадным входом: одна из них держит пучок льна, а другая — прялку, символизируя богатство, процветание и указывая на торговую деятельность домовладельца. В нишу фасада помещена статуя весталки, которая является хранительницей домашнего очага.
Скульптурное обрамление особняка было выполнено молодым предприимчивым скульптором Августом Фольцем, который прибыл в Ригу из Берлина вместе со своим старшим наставником и преподавателем Герхардом Энде. После успешного оформления фешенебельных экстерьеров дома Пфабов Фольц приобрёл репутацию модного скульптора и начал получать хорошо оплачиваемые заказы от зажиточной прослойки лифляндских домовладельцев, выкупавших земельные участки в центре Риги на месте старых пастбищ и огородов. Над внутренней отделкой помещений особняка работал художник и скульптор Вильгельм Тимм, привлекший к работе своего юного племянника, тоже Вильгельма, будущего известного рижского зодчего Вильгельма Георга Николая Бокслафа. Работа над помещениями особняка Пфабов стала первой в его насыщенной творческой биографии.

## Собственность Беньяминов

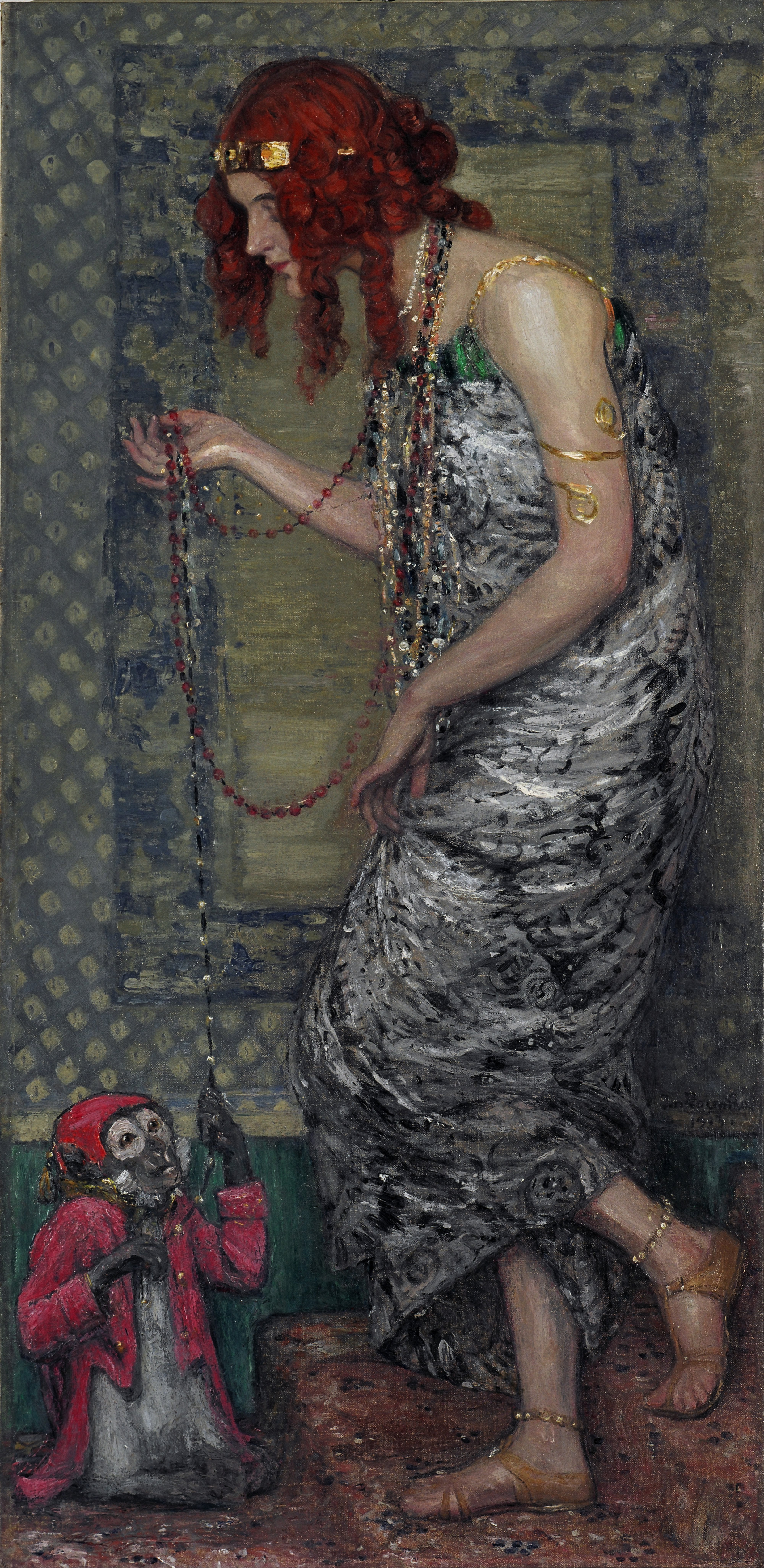
Янис Розенталс. Принцесса и обезьяна, 1913

В 1928 году Пфаб обанкротился и вынужден был задуматься о продаже своего роскошного частного владения. Особняк был куплен владельцами газеты «Atpūta» Антоном и Эмилией Беньямин, который открыли в новом доме популярный литературно-художественный салон, широко известный центр культуры и отдыха журналистов, публицистов и представителей русской и латышской творческой литературной интеллигенции города. Часто на литературные, богемные вечера к Беньяминам приходили министры латвийского правительства, государственные чиновники, сотрудники дипломатических миссий, депутаты Сейма.
Весьма популярный в межвоенной Латвии архитектор Эйжен Лаубе, начинавший свою карьеру в довоенное время, получил заказ на перестройку внутреннего убранства и изменение планировки здания. Позже в мемуарах Лаубе отмечал, что ему часто приходилось идти на уступки капризам новых домовладельцев, хотя в разговоре с ними он утверждал, что радикальная перестройка интерьеров могла повредить архитектурному облику особняка.
Вплоть до 1954 года дом Беньяминов украшала, сначала находившаяся в коллекции Беньяминов, а затем — в собственности Союза писателей Латвийской ССР, самая известная версия «Принцессы и обезьяны» — наиболее известной картины латышского художника Яниса Розенталса.

## Элементы внутренней отделки
Вестибюль украшают колонны искусственного мрамора. Стены приёмной были декорированы резными деревянными панелями. В сад выходят четыре окна, которые украшают витражи с изображениями живописных руин феодального замка Кокенхаузен (Кокнесе), городских пейзажей Бауски, Кулдигского арочного моста и Стабурагса. После появления центрального отопления камины в доме стали выполнять декоративную функцию. По проекту Лаубе были объединены приёмная и рабочий кабинет. Также Лаубе создал для отделки интерьеров кабинета камин с резьбой по дереву. В советской традиции это помещение особняка называли «кабинетом Андриса Упитса», авторитетного латвийского писателя, который здесь работал много лет. Изюминкой дома была крупнейшая в Прибалтике венецианская люстра, украшавшая гостиницу особняка — она со временем превратилось в символ зажиточности и процветания владельцев дома. Столовая также представляет собой весьма богато обставленное помещение: роскошные столы были обставлены севрским фарфором, а витражи, которые были выполнены по эскизам Тимма по заказу прежних домовладельцев, были заменены на новые — по рисункам, выполненным в Париже. Чаще всего в латвийском обиходе дом называется по имени Беньяминов.

## Национализация. Советский период. Современность
В 1940 году дом был национализирован, а его владелица Эмилия была депортирована в соответствии с точным предсказанием рижского фотографа и прорицателя Эйжена Финка. В 1945 году в здании разместились Общества писателей, художников и композиторов Латвийской ССР. В здании постоянно происходили выставки латвийских и советских художников, конференции на темы истории визуальной культуры, современных тенденций живописи, литературные лектории, поэтические вечера, музыкальные презентации. Известный кинорежиссёр Янис Стрейч создал в доме Беньяминов квартиру Джулии Ламберт во время съёмок двухсерийного художественного фильма «Театр» 1978 года.
Сейчас в здании располагается отель и ресторан «Беньямин».